# Sasaki Tsunekata

Sasaki Tsunekata. Foi um Kugyō (nobre) do período Heian da história do Japão. Foi também um Bushō (Comandante Militar) e Shugo da Província de Awaji. Tsunekata foi o filho mais velho de Sasaki no Yoshitsune .
Serviu tanto como sacerdote chefe (kannushi) do santuário do Clã Sasaki (沙沙貴神社, Sasaki Jinja), como administrador (gesu) em Sasakiyama .
| Precedido por Sasaki no Yoshitsune | -- 3º Líder do Clã Sasaki 1058 - | Sucedido por Sasaki Tametoshi |
| Precedido por —                    | Shugo de Awaji                   | Sucedido por —                |